# راد تیلور
راد تیلور (به انگلیسی: Rod Taylor) (زادهٔ ۱۱ ژانویهٔ ۱۹۳۰-درگذشتهٔ ۷ ژانویهٔ ۲۰۱۵) بازیگر استرالیایی بود.

## زندگی شخصی

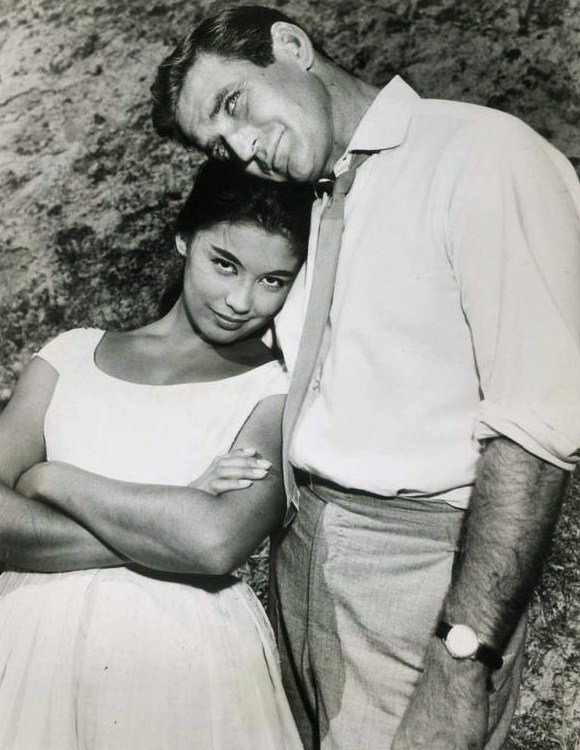
راد تیلور در کنار دخترش

تیلور تنها فرزند ویلیام استوارت تیلور، پیمانکار ساخت‌وساز فولاد و هنرمند تجاری، و مونا تیلور (موسوم به تامپسون)، نویسندهٔ بیش از یکصد داستان کوتاه و کتاب‌های کودکان، در ۱۱ ژانویهٔ ۱۹۳۰ در لیدموبه، در حومهٔ سیدنی، زاده شد.
نام میانیِ او از نام عموی پدربزرگش، کاپیتان چارلز استوارت، کاشف انگلیسی، جزایر دورافتادهٔ استرالیا در قرن نوزدهم می‌آید.
او در بیش از ۵۰ فیلم، ازجمله نقش اول در ماشین زمان، هفت دریا به کاله، پرندگان، یکشنبه در نیویورک، جوان کسیدی، تاریکی خورشید، انحلال، تیره‌تر از کهربا، و سارقان قطار، ظاهر شد.

## فیلم‌شناسی

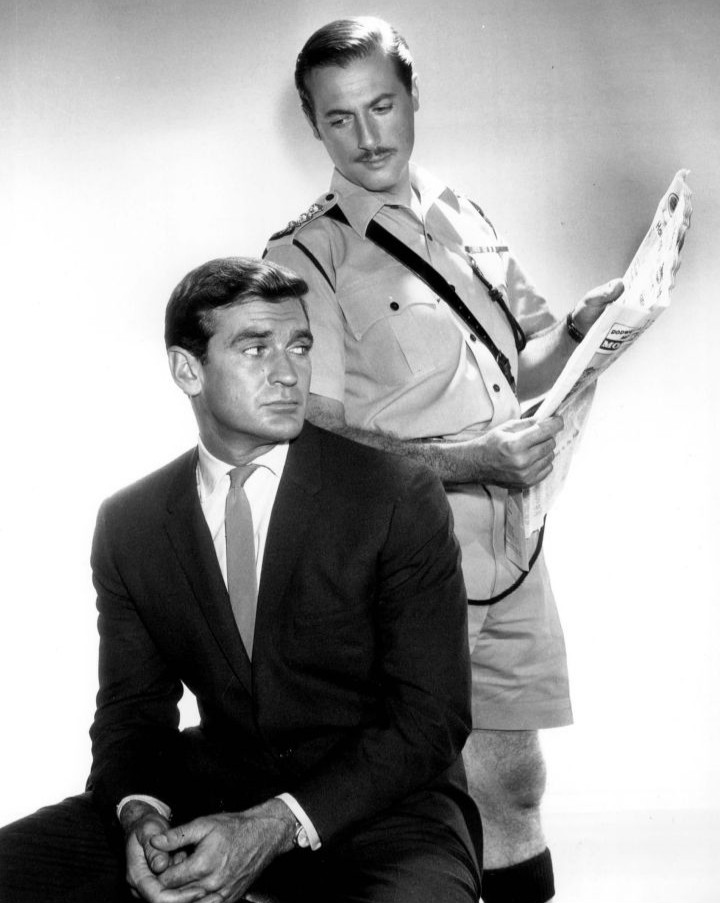
تیلور (نشسته) و لوید باچنر

از فیلم‌ها یا برنامه‌های تلویزیونی که وی در آنها نقش داشته‌است می‌توان به آثار زیر اشاره کرد.
- پرندگان
- غول
- آدم‌های خیلی مهم
- میزهای تک‌نفره
- بلاندی
- سفرهای گالیور
- لانگ جان سیلور
- ماشین زمان
- هتل
- نقطه زابریسکی
- هفت دریا به کاله
- حرامزاده‌های لعنتی (۲۰۰۹)
- جهنم با قهرمانان